# Barbara Janke
Pour les articles homonymes, voir Janke.
Barbara Lilian Janke, baronne Janke (née le 5 juin 1947) est une ancienne enseignante et femme politique britannique. Elle est chef libéral démocrate du conseil municipal de Bristol de 2005 à 2007 et de 2009 à 2012. Elle est élue pour la première fois conseillère du quartier Clifton en 1995. Elle est chef du groupe libéral démocrate en 1997, avec une pause de 2007 à 2008. En août 2014, Elle est nommée pair à vie libérale démocrate.

## Biographie
Janke est né à Liverpool le 5 juin 1947. Elle enseigne l'économie et les langues modernes à Londres.

## Activités politiques
Elle est d'abord active en politique en Écosse, avant de devenir conseillère puis chef adjointe au conseil de Kingston upon Thames au début des années 90.
Janke se présente sans succès en tant que candidate libéral démocrate pour la circonscription de Surbiton aux élections générales de 1992, perdant face au candidat du Parti conservateur Richard Tracey.
En 1995, elle est élue conseillère du quartier Clifton du conseil municipal de Bristol. Elle succède à Stephen Williams à la tête du groupe libéral démocrate en 1997. En 2007, elle est remplacée par Steve Comer. Cependant, elle le remplace comme leader en 2008.
Janke est la première dirigeante non travailliste du conseil municipal de Bristol pendant de nombreuses décennies après les élections de 2003, lorsqu'elle dirige une administration multipartite dans un conseil sans majorité. Cet arrangement se termine à la fin de 2004 lorsque le groupe travailliste se retire et prend le contrôle de la minorité en tant que plus grand parti. Aux élections de 2005, le parti libéral démocrate devient le plus grand parti et prend le contrôle minoritaire du Conseil sous Janke en tant que chef jusqu'en 2007, quand un vote combiné des travaillistes et des conservateurs les bat. En février 2009, elle revient au poste de chef du conseil municipal de Bristol, à la suite de la démission du cabinet travailliste. Elle démissionne de son poste de chef en mai 2012 alors qu'elle approche de son 65e anniversaire, mais reste membre du conseil .
Le 24 septembre 2014, Janke est créée pair à vie, prenant le titre de baronne Janke, de Clifton dans la ville et le comté de Bristol.